# エドワード・シーモア (第9代サマセット公爵)
第9代サマセット公爵エドワード・シーモア（英語: Edward Seymour, 9th Duke of Somerset、1718年1月2日 - 1792年1月2日）は、イングランド貴族。

## 経歴
エドワード・シーモア（後の第8代サマセット公爵）とメアリー・ウェブの長男として、1718年1月2日に生まれ、同年1月27日に洗礼を受けた。1730年よりウィンチェスター・カレッジで教育を受け、1736年2月25日にオックスフォード大学オリオル・カレッジに入学した。
1757年12月15日、父の死去に伴いサマセット公爵の爵位を継承した。1760年、ジョージ2世の葬儀に参加、翌年のジョージ3世戴冠式では宝玉持ち（bearer of the orb）を務めた。
1792年1月2日に未婚のまま死去、弟ウェブが爵位を継承した。